# Axonopus apricus
Axonopus apricus är en gräsart som beskrevs av George Alexander Black. Axonopus apricus ingår i släktet Axonopus och familjen gräs. Inga underarter finns listade i Catalogue of Life.